# Uwharrie Mountains
Die Uwharrie Mountains sind ein Gebirgszug im Bundesstaat North Carolina in den Vereinigten Staaten von Amerika. Die Berge liegen in den Countys Randolph, Montgomery, Stanly und Davidson, die Ausläufer der Uwharries reichen bis in die Countys Cabarrus, Anson und Union.
Die Uwharries entstanden vor 500 Millionen Jahren und sind damit das älteste Gebirge Nordamerikas. Ursprünglich gipfelten die Uwharries 6000 Meter über dem Meeresspiegel, durch die Erosion wurden sie auf eine Höhe von 341 Metern abgetragen, der höchste Punkt des Gebirgszuges ist der High Rock Mountain im südwestlichen Davidson County. Durch die Verschiebung der Kontinentalplatten hob sich der Meeresboden vor der östlichen Küste, bis das ursprünglich an der Küste gelegene Gebirge in der Piedmont Region 250 Kilometer weit ins Landesinnere North Carolina verschoben war.
In dem Gebiet der Uwharrie Mountains liegt das Naturschutzgebiet Uwharrie National Forest und der Morrow Mountain State Park. Einstmals vollständig für Farmland und Holzgewinnung gerodet, wurden die Uwharries 1961 durch den Präsidenten John F. Kennedy als U.S. National Forest unter Schutz gestellt. Die Wälder haben sich inzwischen erholt und in dem Gebiet finden sich heute etliche Freizeiteinrichtungen, indianische Ausgrabungsstätten und eine vielfältige Tier- und Pflanzenwelt.
Die Entdeckung von Gold im Jahre 1799 im Cabarrus County in der nahe gelegenen Reed Gold Mine führte zu Amerikas erstem Goldrausch.
Der North Carolina Zoo, der erste staatlich unterstützte Zoo, liegt in der Uwharrie-Region.
Die Caraway Mountains, ein Abschnitt der Uwharries im Westen des Randolph County, westlich von Asheboro sind wegen ihrer Rauheit und ihres steilen Terrains sehr untypisch für die sanfte hügelige Landschaft des Piedmont.
Von den Sondereinsatzkräften der US-Armee wird der Uwharrie-Nationalpark regelmäßig als Ausbildungsgelände für Überlebenslehrgänge genutzt.